# Dengang i Danmark 1945-1970
Dengang i Danmark 1945-1970 er en dansk dokumentarfilm fra 2002 instrueret af Ebbe Larsen.

## Handling
Denne artikel mangler et handlingsreferat. Hjælp os med at skrive det.